# جون توماس هاكيت
جون توماس هاكيت (بالإنجليزية: John Thomas Hackett)‏ هو محامي وسياسي كندي، ولد في 12 يونيو 1884 في كندا، وتوفي في 15 سبتمبر 1956. حزبياً، نشط في حزب كندا المحافظ والحزب الكندي التقدمي المحافظ. وقد انتخب عضو مجلس الشيوخ الكندي وانتخب عضو مجلس العموم الكندي.